# Malus sieboldii
Malus sieboldii là loài thực vật có hoa trong họ Hoa hồng. Loài này được (Regel) Rehder mô tả khoa học đầu tiên năm 1915.

## Hình ảnh

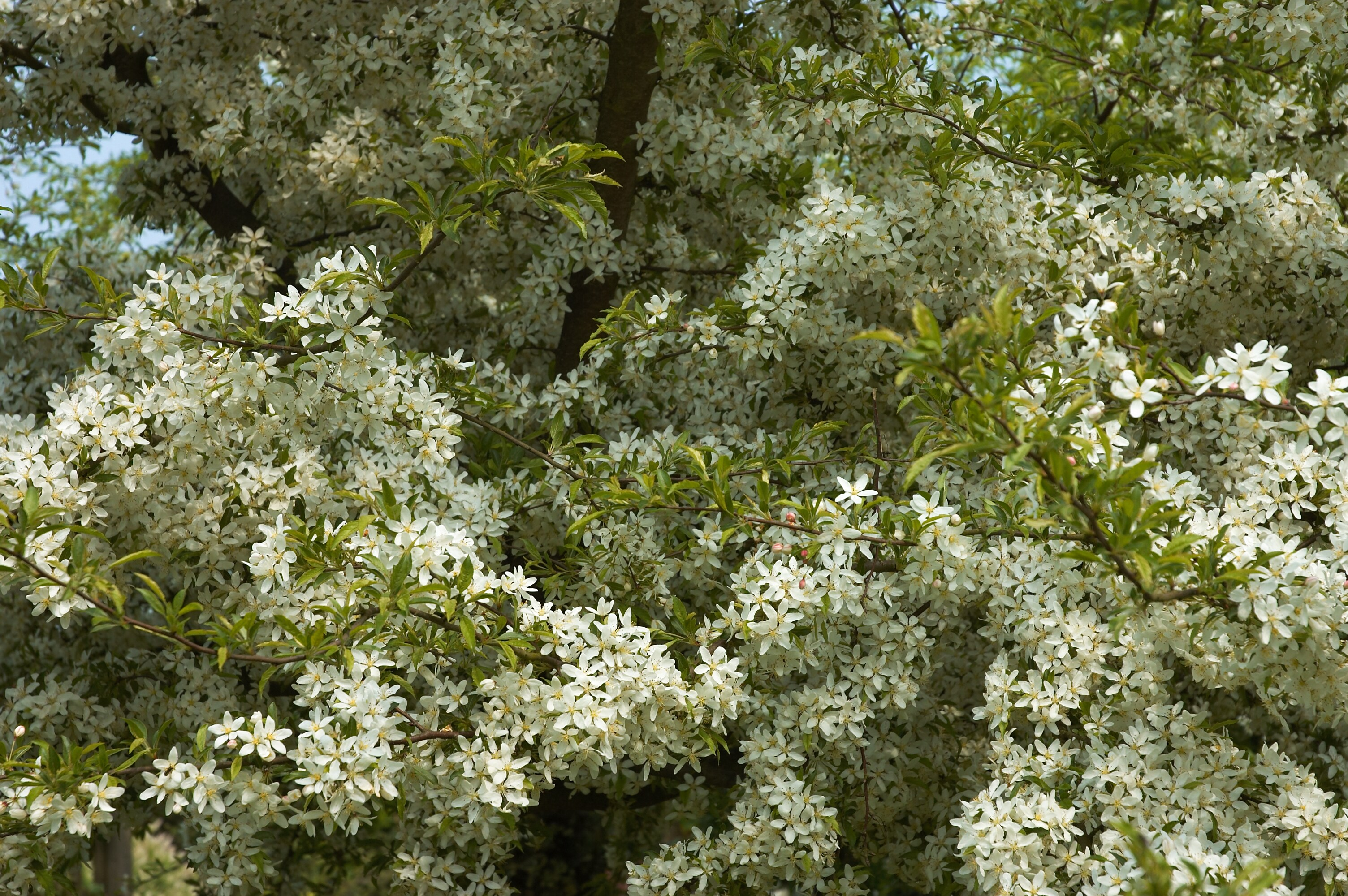
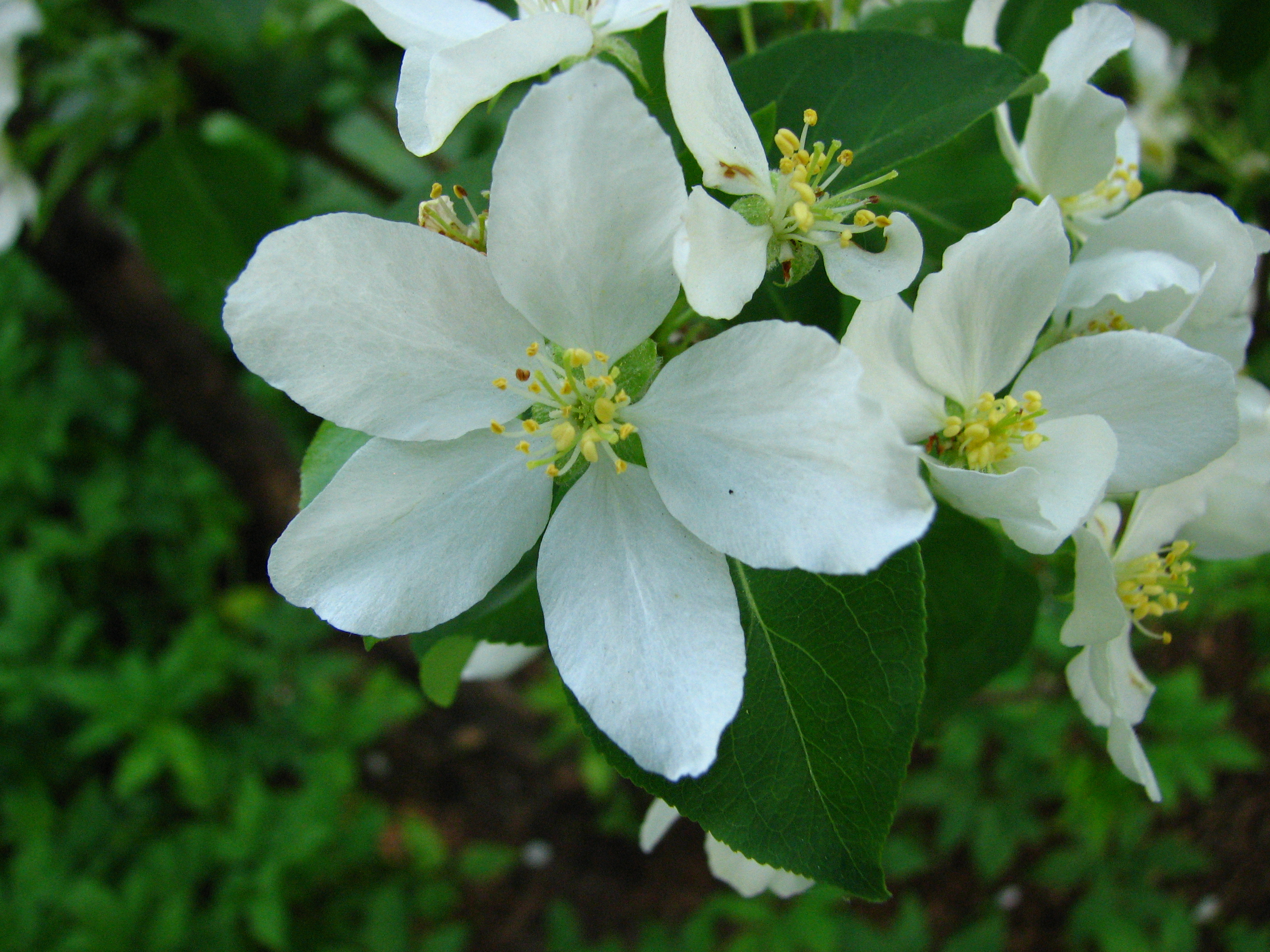
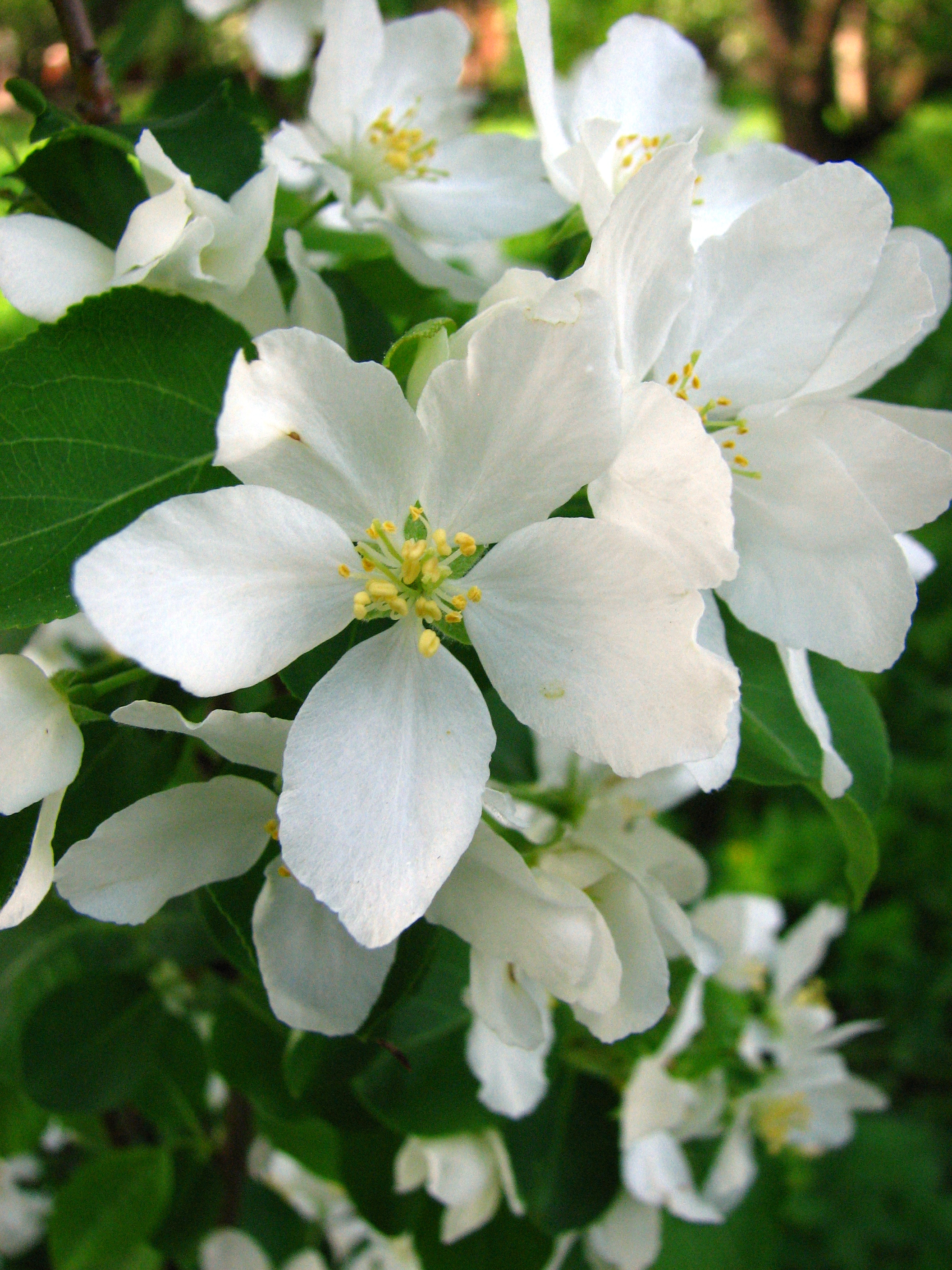
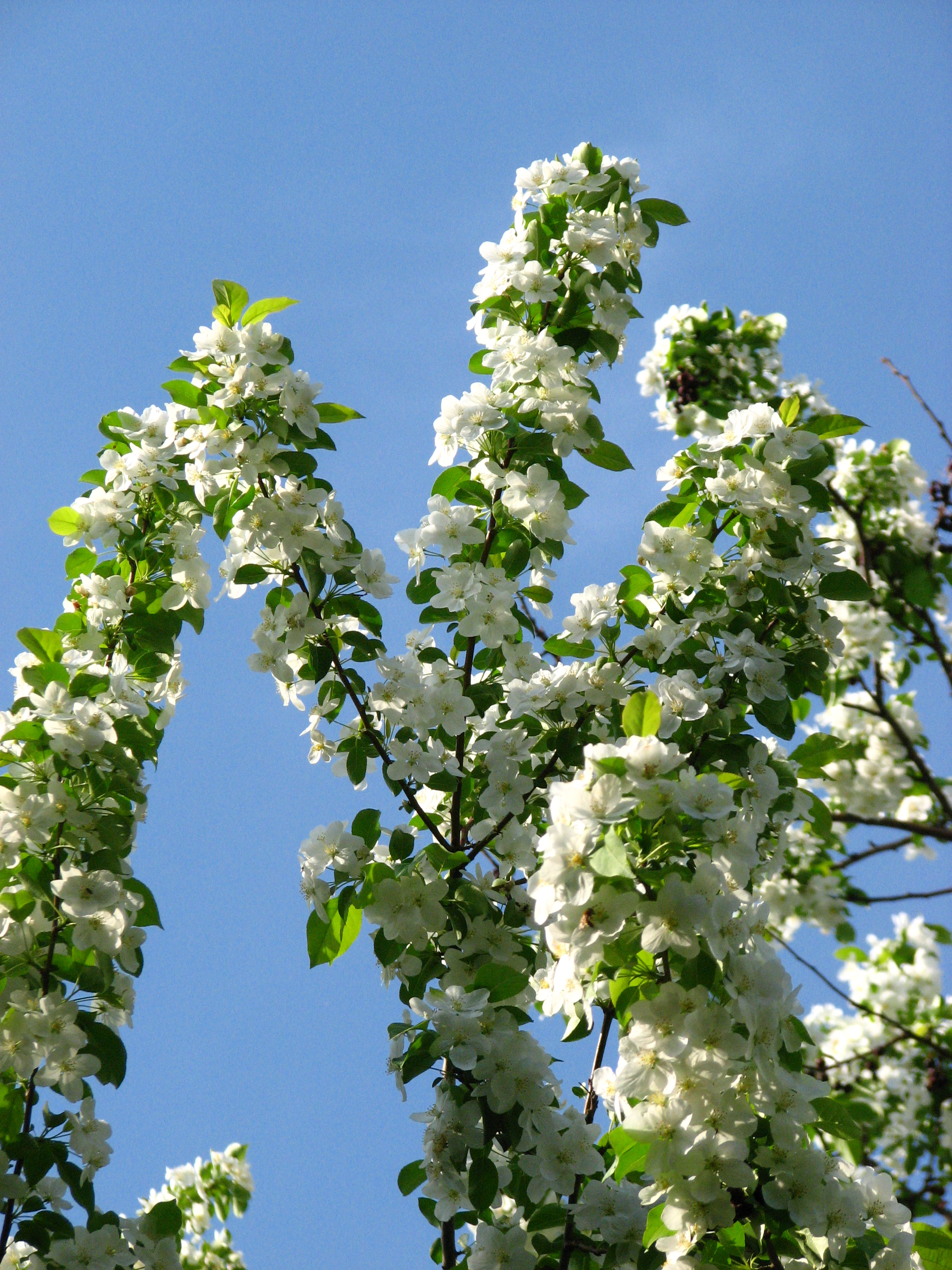